# ニューヨーク映画批評家協会賞 助演女優賞
ニューヨーク映画批評家協会賞助演女優賞は、ニューヨーク批評家協会が与える賞の一つである。
1969年に設置され、『ボブ&キャロル&テッド&アリス』のダイアン・キャノンが最初の受賞者となった。

## 受賞者

### 1960年代
| 年   | 受賞者             | 作品名                          | 役名   |
| ---- | ------------------ | ------------------------------- | ------ |
| 1969 | ダイアン・キャノン | 『ボブ&キャロル&テッド&アリス』 | アリス |

### 1970年代
| 年   | 受賞者                     | 作品名                           | 役名                   |
| ---- | -------------------------- | -------------------------------- | ---------------------- |
| 1970 | カレン・ブラック           | 『ファイブ・イージー・ピーセス』 | レイ                   |
| 1971 | エレン・バースティン       | 『ラスト・ショー』               | ロイス                 |
| 1972 | ジーニー・バーリン         | 『ふたり自身』                   | リラ                   |
| 1973 | ヴァレンティナ・コルテーゼ | 『アメリカの夜』                 | セヴリーヌ             |
| 1974 | ヴァレリー・ペリン         | 『レニー・ブルース』             | ハニー・ブルース       |
| 1975 | リリー・トムリン           | 『ナッシュビル』                 | リネア                 |
| 1976 | タリア・シャイア           | 『ロッキー』                     | エイドリアン           |
| 1977 | シシー・スペイセク         | 『三人の女』                     | ピンキー・ローズ       |
| 1978 | モーリン・ステイプルトン   | 『インテリア』                   | パール                 |
| 1979 | メリル・ストリープ         | 『クレイマー、クレイマー』       | ジョアンナ・クレイマー |
| 1979 | メリル・ストリープ         | 『或る上院議員の私生活』         | カレン                 |

### 1980年代
| 年   | 受賞者                         | 作品名                 | 役名                   |
| ---- | ------------------------------ | ---------------------- | ---------------------- |
| 1980 | メアリー・スティーンバージェン | 『メルビンとハワード』 | リンダ                 |
| 1981 | モナ・ウォッシュボーン         | 『スティービー』       | 叔母                   |
| 1982 | ジェシカ・ラング               | 『トッツィー』         | ジュリー・ニコルズ     |
| 1983 | リンダ・ハント                 | 『危険な年』           | ビリー                 |
| 1984 | クリスティーン・ラーティ       | 『スイング・シフト』   | ヘイゼル               |
| 1985 | アンジェリカ・ヒューストン     | 『女と男の名誉』       | メイローズ・プリッツィ |
| 1986 | ダイアン・ウィースト           | 『ハンナとその姉妹』   | ホーリー               |
| 1987 | ヴァネッサ・レッドグレイヴ     | 『プリック・アップ』   | ペギー・ラムゼイ       |
| 1988 | ダイアン・ヴェノーラ           | 『バード』             | チャン・パーカー       |
| 1989 | レナ・オリン                   | 『敵、ある愛の物語』   | マーシャ               |

### 1990年代
| 年   | 受賞者                         | 作品名                      | 役名                     |
| ---- | ------------------------------ | --------------------------- | ------------------------ |
| 1990 | ジェニファー・ジェイソン・リー | 『マイアミ・ブルース』      | スージー                 |
| 1990 | ジェニファー・ジェイソン・リー | 『ブルックリン最終出口』    | トララ                   |
| 1991 | ジュディ・デイヴィス           | 『バートン・フィンク』      | オードリー・テイラー     |
| 1991 | ジュディ・デイヴィス           | 『裸のランチ』              | ジョーン                 |
| 1992 | ミランダ・リチャードソン       | 『クライング・ゲーム』      | ジュード                 |
| 1992 | ミランダ・リチャードソン       | 『ダメージ』                | イングリット・フレミング |
| 1992 | ミランダ・リチャードソン       | 『魅せられて四月』          | ローズ・アーバスノット   |
| 1993 | コン・リー                     | 『さらば、わが愛/覇王別姫』 | ジューシェン             |
| 1994 | ダイアン・ウィースト           | 『ブロードウェイと銃弾』    | ヘレン・シンクレア       |
| 1995 | ミラ・ソルヴィノ               | 『誘惑のアフロディーテ』    | リンダ                   |
| 1996 | コートニー・ラブ               | 『ラリー・フリント』        | アルシア・フリント       |
| 1997 | ジョーン・キューザック         | 『イン&アウト』             | エミリー・モンゴメリー   |
| 1998 | リサ・クドロー                 | 『熟れた果実』              | Lucia De Lury            |
| 1999 | キャサリン・キーナー           | 『マルコヴィッチの穴』      | マキシン                 |

### 2000年代
| 年   | 受賞者                   | 作品名                             | 役名                     |
| ---- | ------------------------ | ---------------------------------- | ------------------------ |
| 2000 | マーシャ・ゲイ・ハーデン | 『ポロック 2人だけのアトリエ』     | リー・クラスナー         |
| 2001 | ヘレン・ミレン           | 『ゴスフォード・パーク』           | ミセス・ウィルソン       |
| 2002 | パトリシア・クラークソン | 『エデンより彼方に』               | エレノア・ファイン       |
| 2003 | ショーレ・アグダシュルー | 『砂と霧の家』                     | ナディ                   |
| 2004 | ヴァージニア・マドセン   | 『サイドウェイ』                   | マヤ                     |
| 2005 | マリア・ベロ             | 『ヒストリー・オブ・バイオレンス』 | エディ・ストール         |
| 2006 | ジェニファー・ハドソン   | 『ドリームガールズ』               | エフィ・ホワイト         |
| 2007 | エイミー・ライアン       | 『ゴーン・ベイビー・ゴーン』       | ヘリーン・マックリーディ |
| 2008 | ペネロペ・クルス         | 『それでも恋するバルセロナ』       | マリア・エレーナ         |
| 2009 | モニーク                 | 『プレシャス』                     | メアリー                 |

### 2010年代
| 年   | 受賞者                     | 作品名                                            | 役名                         |
| ---- | -------------------------- | ------------------------------------------------- | ---------------------------- |
| 2010 | メリッサ・レオ             | 『ザ・ファイター』                                | アリス・ウォード             |
| 2011 | ジェシカ・チャステイン     | 『ツリー・オブ・ライフ』                          | オブライエン夫人             |
| 2011 | ジェシカ・チャステイン     | 『ヘルプ 〜心がつなぐストーリー〜』               | セリア・フット               |
| 2011 | ジェシカ・チャステイン     | 『テイク・シェルター』                            | サマンサ・ラフルシュ         |
| 2012 | サリー・フィールド         | 『リンカーン』                                    | メアリー・トッド・リンカーン |
| 2013 | ジェニファー・ローレンス   | 『アメリカン・ハッスル』                          | ロザリン・ローゼンフェルド   |
| 2014 | パトリシア・アークエット   | 『6才のボクが、大人になるまで。』                 | オリヴィア・エヴァンス       |
| 2015 | クリステン・スチュワート   | 『アクトレス〜女たちの舞台〜』                    | ヴァレンティン               |
| 2016 | ミシェル・ウィリアムズ     | 『マンチェスター・バイ・ザ・シー』                | ランディ・チャンドラー       |
| 2016 | ミシェル・ウィリアムズ     | 『ライフ・ゴーズ・オン 彼女たちの選択』           | ジーナ                       |
| 2017 | ティファニー・ハディッシュ | 『ガールズ・トリップ』                            | ディーナ                     |
| 2018 | レジーナ・キング           | 『ビール・ストリートの恋人たち』                  | シャロン・リヴァーズ         |
| 2019 | ローラ・ダーン             | 『マリッジ・ストーリー』                          | ノラ・ファンショー           |
| 2019 | ローラ・ダーン             | 『ストーリー・オブ・マイライフ/わたしの若草物語』 | ミセス・マーチ               |

### 2020年代
| 年   | 受賞者                         | 作品名                                                                    | 役名                     |
| ---- | ------------------------------ | ------------------------------------------------------------------------- | ------------------------ |
| 2020 | マリア・バカローヴァ           | 『続・ボラット 栄光ナル国家だったカザフスタンのためのアメリカ貢ぎ物計画』 | トゥーター・サグディエフ |
| 2021 | キャスリン・ハンター           | 『マクベス』                                                              | 魔女                     |
| 2022 | キキ・パーマー                 | 『NOPE/ノープ』                                                           | エメラルド・ヘイウッド   |
| 2023 | ダヴァイン・ジョイ・ランドルフ | 『ホールドオーバーズ 置いてけぼりのホリディ』                             | メアリー・ラム           |